# Czyszki (rejon mościski)
Czyszki (ukr. Чишки) – wieś na Ukrainie, w rejonie jaworowski (do 2020 roku w rejonie mościskim) obwodu lwowskiego. Wieś liczy 537 mieszkańców.
Wieś szlachecka Czyski Sanoczany, własność Fredrów, położona była w 1589 roku w ziemi przemyskiej województwa ruskiego. 
W II Rzeczypospolitej do 1934 samodzielna gmina jednostkowa. Następnie należała do zbiorowej wiejskiej gminy Mościska w powiecie mościskim w woj. lwowskim. Po wojnie wieś weszła w struktury administracyjne Związku Radzieckiego.

## Urodzeni w Czyszkach
- Apolinary Garlicki – polski socjolog, polityk, nauczyciel, poseł na Sejm II kadencji i  senator III kadencji w II RP, ofiara zbrodni katyńskiej[3][4].